# اولیوت، ایلینوی
اولیوت (به انگلیسی: Olivet) یک حوزه سرشماری در ایالات متحده آمریکا است که در ایلینوی واقع شده‌است. اولیوت ۴۲۸ نفر جمعیت دارد.